# San Gimignano
San Gimignano es un pequeño pueblo amurallado de origen medieval, erigido en lo alto de las colinas de la Toscana, en Italia. Se localiza a cerca de  35 minutos en coche al noroeste de la ciudad de Siena y cerca de la misma distancia al suroeste de la ciudad de Florencia. Nombrado así en honor a San Geminiano de Módena, este pueblo es muy famoso principalmente por su arquitectura medieval, especialmente sus torres. El «centro histórico de San Gimignano» fue declarado Patrimonio de la Humanidad por la Unesco en 1990, con número de identificación 550.
En los pueblos amurallados toscanos de la época medieval, las familias adineradas competían entre sí por la erección de torres más altas, que simbolizaba más poder y riqueza, y a la vez las torres servían como hostales y fortalezas. Debido a que San Gimignano se asienta en lo alto de una colina, desde el poblado se puede ver muy bien el horizonte a varios kilómetros de distancia. En los tiempos medievales y del Renacimiento era un punto de pausa en la marcha de las peregrinaciones hacia Roma.

## Historia
San Gimignano fue fundado como un pequeño pueblo en el siglo III a. C. por los etruscos. Los documentos históricos comienzan en el siglo X, cuando adoptó el nombre del obispo San Geminiano, que la había defendido de los hunos de Atila.
En la Edad Media y el Renacimiento, era un punto de parada para los peregrinos católicos en su camino a Roma, puesto que quedaba en la medieval Vía Francígena. El desarrollo de la ciudad se vio también favorecido por el comercio de productos agrícolas de las fértiles colinas que la rodeaban.
En 1199, durante el periodo de mayor esplendor, la ciudad consiguió independizarse de los obispos de Volterra. Las divisiones entre los güelfos y los gibelinos perturbaron la vida interior de la comuna, pero —a pesar de todo— consiguió embellecerse con obras de arte y arquitectónicas.
Santa Fina, conocida también como Serafina, fue una santa italiana del siglo XIII nacida en San Gimignano en 1238. Puesto que santa Fina murió el 12 de marzo de 1253 su fiesta se celebra ese día. Su principal santuario se encuentra en San Gimignano y la casa que se dice que fue su hogar aún se conserva en pie.
El 8 de mayo de 1300, San Gimignano alojó a Dante Alighieri en su papel de embajador de la Liga güelfa en Toscana. La ciudad floreció hasta el año 1348, cuando la Peste Negra que afectó a toda Europa, la obligó a someterse a Florencia. San Gimignano se convirtió en un centro secundario hasta el siglo XIX, cuando su categoría como centro turístico y artístico comenzó a reconocerse.

## Lugares de interés
La ciudad moderna se extiende hoy algunos kilómetros fuera de la muralla, por la que se entra por la llamada Porta San Giovanni.
El corazón de la ciudad tiene cuatro plazas: Piazza della Cisterna, Piazza del Duomo, donde está la colegiata, Piazza Pecori, y Piazza delle Erbe. Las calles principales son Via San Matteo y Via San Giovanni, que cruzan la ciudad de norte a sur.
En la actualidad, el pueblo de San Giminiano es eminentemente turístico, pues es ideal para una excursión de medio día o un día: En la calle principal (Via San Giovanni) existen multitud de tiendas de recuerdos (particularmente destacan las de cerámica toscana, con sus bellísmas ánforas de vivos colores y gran tamaño), así como varios restaurantes, pizzerías para llevar, y hoteles rurales de gran encanto en el pueblo y las cercanías. En verano el pueblo está absolutamente invadido de turistas, por ser una de las atracciones turísticas más visitadas de Italia, por lo que es recomendable llegar pronto. Para llegar a San Gimigniano se puede coger un autobús desde Siena, o bien el autobús desde Florencia, transbordando en Poggibonsi. Si se va en coche, es preciso aparcar en las afueras del pueblo, pues el casco antiguo es solo peatonal. Se entra por la puerta amurallada de San Giovanni. Particularmente recomendable es subirse a una de las numerosas torres y disfrutar de las maravillosas vistas del pueblo y el campo de la Toscana.

### Torres
A diferencia de otras ciudades como Bolonia o Florencia, en donde la mayoría de sus torres se vinieron abajo ya sea por guerras, catástrofes naturales o renovación urbana, San Gimignano ha logrado conservar cerca de 15 de sus 72 torres de diferentes alturas que se han convertido en su símbolo internacional. Estas son:
- Campanile della Collegiata
- Torri degli Ardinghelli
- Torre dei Becci
- Torre Campatelli
- Torre Chigi (1280)
- Torre dei Cugnanesi
- Torre del Diavolo
- Torre Ficherelli or Ficarelli
- Torre Grossa (1300-1311), 54 metros.
- Torre di Palazzo Pellari
- Casa-torre Pesciolini
- Torre Pettini
- Torre Rognosa, 51 metros.
- Torri dei Salvucci

### Monumentos
Existen muchas iglesias en el pueblo: las dos principales son la Colegiata, anteriormente una catedral y San Agustín, que alberga una amplia representación de obras de arte de algunos de los principales artistas del Renacimiento italiano.
El Palacio Comunal, en un tiempo sede del podestà, es actualmente el edificio donde se expone la Galería de la ciudad, con obras de Pinturicchio, Benozzo Gozzoli, Filippino Lippi, Domenico di Michelino, Pier Francesco Fiorentino, y otros. De la Sala Dante del palacio, puede acceder a una Maestà pintada al fresco por Lippo Memmi, así como la Torre del Podestà o Torre Grossa, 1311, que se alza hasta los 54 metros de alto.

### Museos
La visita del museo SanGimignano1300 es una ocasión ideal para conocer los aspectos arquitectónicos, históricos, y sociales del Medioevo Toscano. Ubicados en el corazón de la misma ciudad, el museo propone una reconstrucción imponente en cerámica decorada de la ciudad de San Gimignano tal cual era entre los siglos XIII y XIV.
San Gimignano es también muy famoso por alojar un Museo de la Tortura, con una exhibición de instrumentos y aparatos de tortura de varios tiempos y lugares, con una explicación multilingüe de su uso y propósito.

## Demografía
| Gráfica de evolución demográfica de San Gimignano entre 1861 y 2011 |
|                                                                     |
| Fuente ISTAT - elaboración gráfica de Wikipedia                     |

## Vino
El pueblo es también famoso por el vino blanco cuya cepa crece aquí y que es conocido como Vernaccia di San Gimignano.